# Zelko
Zelko je priimek v Sloveniji, ki ga je po podatkih Statističnega urada Republike Slovenije na dan 1. januarja 2025 uporabljalo 273 oseb in je med vsemi priimki po pogostosti uporabe uvrščen na 1.457. mesto. V Pomurski statistični regiji je največ prebivalcev s tem priimkom (195 oseb).

## Znani nosilci priimka
- Andrej Zelko (*1968), nogometaš
- Erika Zelko (*1968), antropologinja
- Ivan Zelko (1912–1986), duhovnik, zgodovinar
- Jasmina Zelko (*1987), nogometašica
- Ludvik Zelko (*1944), hokejist na travi
- Žan Luka Zelko (*1994), jadralec